# 聖迭戈電車綠線
聖地牙哥電車綠線是由圣迭戈都会运输系统下聖地牙哥有軌電車公司經營，往返聖地牙哥市中心和桑蒂的輕軌路線。本路線是聖地牙哥有軌電車系統中四條路線之一，其他三條為藍線、橘線，和銀線。本線聖地牙哥州立大學轉運中心是聖地牙哥有軌電車系統中第一個地下車站。

## 歷史
綠線是聖地牙哥有軌電車系統的第三條路線，在2005年7月5.9英哩的米遜谷東延伸線完工時開始營業，往返於桑蒂市中心與舊城轉運中心；其中Mission San Diego到舊城轉運中心間為原本藍線路線，葛羅斯蒙特轉運中心到桑蒂市中心為原本橘線路線。本線開通時，藍線北端終點改為舊城轉運中心，橘線東端的終點改為吉萊斯皮機場。做為電車系統更新計畫的一部份，2012年9月2日電車系統調整時西端的終點延伸到十二街與帝國大街轉運中心海側月臺，藍線北端和橘線西端的終點分別改為美國廣場與聖地牙哥聯合車站。

## 行經車站
| Green Line （十二街與帝國大街轉運中心－桑蒂市中心）         |                               |      |          |        |        |                                                  |
| 站名                                                        | 轉乘路線                      | 公車 | 傳統鐵路 | 停車場 | 詢問處 | 備註                                             |
| 桑蒂市中心 （Santee Town Center）                           |                               |      |          |        |        |                                                  |
| 吉萊斯皮機場 （Gillespie Field）                            |                               |      |          |        |        | 可前往吉萊斯皮機場                               |
| 阿爾內列大街 （Arnele Avenue）                                           | 橘線                          |      |          |        |        | 可前往園道廣場（Parkway Plaza）                               |
| 埃爾卡洪轉運中心 （El Cajon Transit Center）                | 橘線                          |      |          |        |        |                                                  |
| 阿馬亞車道 （Amaya Drive）                                  | 橘線                          |      |          |        |        |                                                  |
| 葛羅斯蒙特轉運中心 （Grossmont Transit Center）             | 橘線                          |      |          |        |        | 可轉乘橘線                                       |
| 七十街 （70th Street）                                      |                               |      |          |        |        |                                                  |
| 阿爾瓦拉多醫學中心 （Alvarado Medical Center）              |                               |      |          |        |        |                                                  |
| 聖地牙哥州立大學轉運中心 （SDSU Transit Center） （地下站） |                               |      |          |        |        | 可前往聖地牙哥州立大學                           |
| 格蘭特維爾 （Grantville）                                   |                               |      |          |        |        |                                                  |
| Mission San Diego                                           |                               |      |          |        |        | 可前往圣迭戈传道院                               |
| 體育館 （The Stadium）                                                 |                               |      |          |        |        | 可前往圣迭戈信用社体育场                         |
| 芬頓園道 （Fenton Parkway）                                 |                               |      |          |        |        |                                                  |
| 里約維斯塔 （Rio Vista）                                    |                               |      |          |        |        |                                                  |
| 米遜谷中心 （Mission Valley Center）                        |                               |      |          |        |        | 可前往Westfield Mission Valley                   |
| Hazard中心 （Hazard Center）                                |                               |      |          |        |        | 可前往Hazard Center購物中心                      |
| 時尚谷轉運中心 （Fashion Valley Transit Center）            |                               |      |          |        |        | 可前往時尚谷購物中心                             |
| 莫瑞納／琳達維斯塔 （Morena/Linda Vista）                   |                               |      |          |        |        | 可前往聖地牙哥大學                               |
| 舊城轉運中心 （）                                           |                               |      |          |        |        | 可前往舊城歷史公園                               |
| 華盛頓街 （Washington Street）                                               |                               |      |          |        |        |                                                  |
| 中城 （Middletown）                                                   |                               |      |          |        |        |                                                  |
| 郡中心／小義大利 （County Center/Little Italy）                                       |                               |      |          |        |        |                                                  |
| 聖地牙哥聯合車站 （）                                       | 藍線 (步行150米至美国广场站） |      |          |        |        | 可换成Rapid快速公交 可换乘公交992至圣地牙哥机场  |
| 海港村 （Seaport Village）                                                 | 銀線                          |      |          |        |        | 可前往海港村                                     |
| 聖地牙哥會議中心 （Convention Center）                                       | 銀線                          |      |          |        |        | 可前往聖地牙哥會議中心                           |
| 煤氣燈街區 （Gaslamp Quarter）                                             | 銀線                          |      |          |        |        | 可前往煤氣燈街區、沛可公園球場、聖地牙哥會議中心 |
| 十二街與帝國大街轉運中心 （）                               | 藍線 橘線 銀線                |      |          |        |        | 可前往沛可公園球場 可轉乘藍線、橘線，和銀線      |

## 圖輯
- 綠線啟用當日在聖地牙哥州立大學站的西門子S70電車（英语：Siemens S70）。本站是聖地牙哥有軌電車系統中唯一的地下站。